# O'Shannassy River
O'Shannassy River är ett vattendrag i Australien. Det ligger i delstaten Victoria, omkring 73 kilometer öster om delstatshuvudstaden Melbourne.
I omgivningarna runt O'Shannassy River växer i huvudsak städsegrön lövskog. Trakten runt O'Shannassy River är nära nog obefolkad, med mindre än två invånare per kvadratkilometer. Genomsnittlig årsnederbörd är 1 391 millimeter. Den regnigaste månaden är juni, med i genomsnitt 161 mm nederbörd, och den torraste är januari, med 57 mm nederbörd.